# Артемія урмійська
Артемія урмійська (Artemia urmiana) — вид зяброногих ракоподібних родини Artemiidae. Вид є ендеміком Ірану. Зустрічається в озері Урмія і кількох дрібних солених озер, що знаходиться поруч.

## Поява в Україні
У 2004 році на території України, в Криму, в Опукському озері у великій кількості була зафіксована Artemia urmiana. Занесення цист А. urmiana до Опукського озера цілком могло статися під час нічного міграційного кидка зграї одного з видів птахів з озера Урмія. Біокліматичні і гідрохімічні характеристики цих двох озер дуже подібні. Таким чином, при весняному заносі у більш високі широти на відстань понад 1 тис. км, цисти А. urmiana могли відразу опинитися у природних умовах досить близьких до свого оригінального місцезнаходження і дати перше покоління дорослих рачків.